# 九州 (日本)

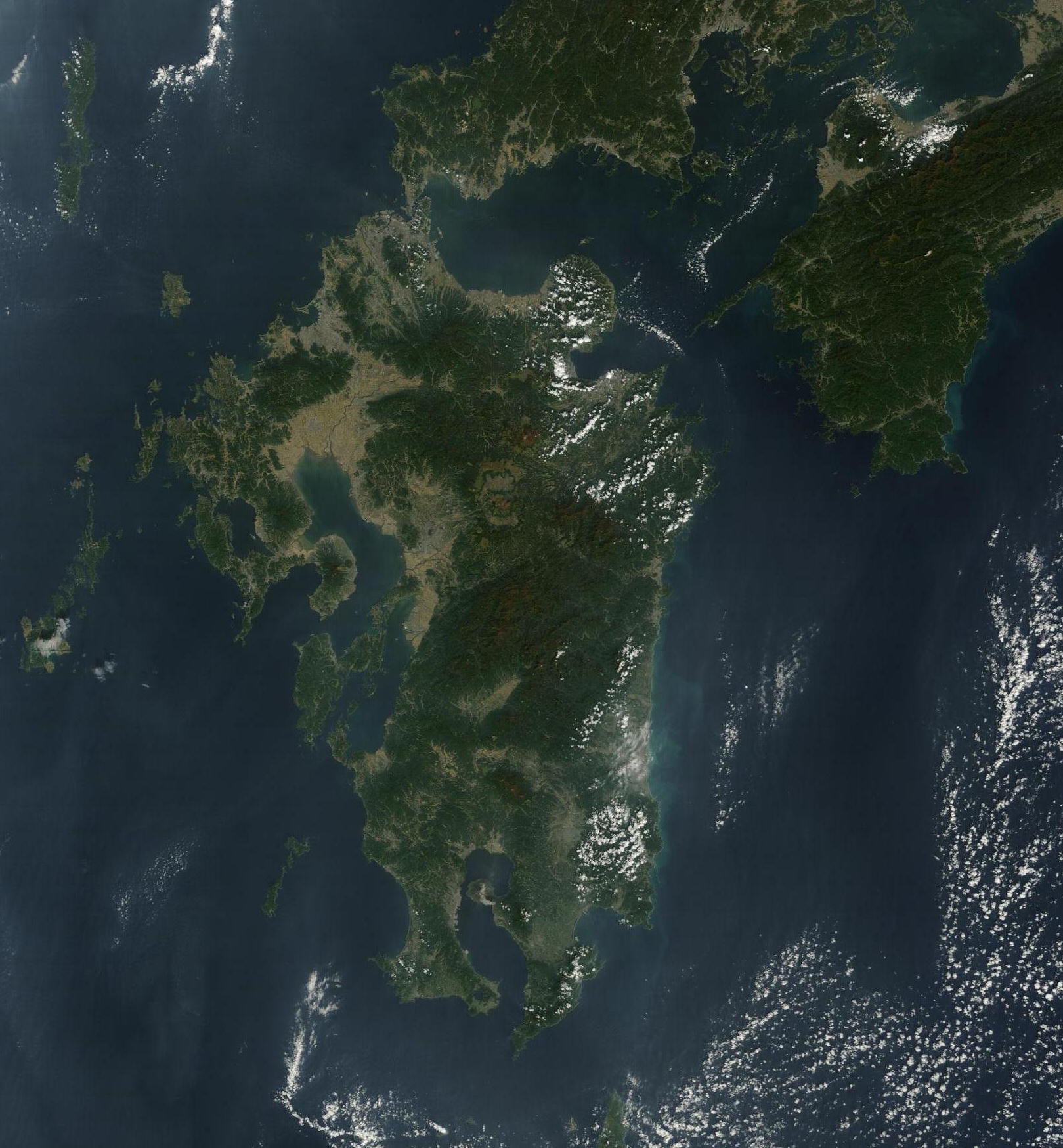
九州衛星圖

九州地形圖

33°N 131°E / 33°N 131°E
九州（日语：／ Kyūshū */?，發音ⓘ）是位於日本西南部的島，為日本本土四島之一，也是日本的第三大島、世界第37大島，面積36,782.37平方公里（2016年10月1日統計），次於本州和北海道，比四國大。古名筑紫島（《古事記》）或筑紫洲（《日本書紀》）。其北面的關門海峽將其與本州分隔，東北面則隔豐後水道與四國相對。近代為日本重工業的重要基地，今日則是日本高科技產業的主要集中地。
廣義上的九州則指九州地方，或稱九州・沖繩地方（／ Kyūshū-Okinawa Chihō，發音ⓘ），包括九州的大分縣、宮崎縣、福岡縣、佐賀縣、長崎縣（含五島列島和對馬島）、熊本縣和鹿兒島縣（含大隅群島和奄美群島）等7縣、以及琉球群島上的沖繩縣，為日本八大地理分區之一，推計人口12,522,873人（2024年3月1日）或13,992,042人
（2024年3月1日包括沖繩縣），面積3.79萬平方公里。

## 自然地理

### 水文
九州北部遠賀川注入日本海，中北部筑後川注入有明內海，東部大野川、五瀨川、耳川及大淀川注入瀨戶內海。

### 地质地貌
由於整個日本列島位處於歐亞大陸板塊和菲律賓板塊之間，這兩個活躍板塊活動令九州以至全日本的地形顯得破碎。九州的海岸線曲折多彎，形成不少零碎島嶼，九州的海岸除宮崎日南海岸較平直外，其餘曲折異常，多內海及港灣。
九州的河流短促，多山而少平地，山丘地就占了全島的85%。在大分縣境內的久住山海拔為1,788米（5,866英尺），為全島的最高點。在九州中部的熊本縣境內，為著名的阿蘇火山所在地。
九州北部有筑紫平原（筑後川流域），中部有熊本平原，東部有宮崎平原。

### 氣候
九州的緯度約處於北緯30°至35°之間。全島四季分明，夏季受太平洋高氣壓影響，高溫多濕，冬季受西伯利亞大陸氣團影響，中北部嚴寒，春秋則受二者交互影響，天氣變化大，大體上仍為溫暖。雖然九州不太下雪，不過北部與中部山區有一定機率降雪，唯規模不大。
九州因緯度較低，且受北上黑潮暖流影響，氣候溫暖，北部屬日本海海洋氣候，冬季多雲，東部屬瀨戶內海海洋氣候，晴天多，南部屬太平洋海洋氣候，冬季溫暖，夏季多雨，受颱風及梅雨影響。由於受到海洋的氣候調節，使得九州形成季風型亞熱帶森林氣候，部分屬於季風型溫帶闊葉林氣候。全年四季分明，以鹿兒島縣為例，全年最低氣溫為（1月）平均9℃，及最高為（8月）平均29℃。降水量充足，全年平均約1000至2000毫米。每年8月至10月期間容易受到西北太平洋的熱帶氣旋侵襲。

## 歷史
九州在古代曾有邪馬台國等國家興盛，是當時日本的中心地區。
在古代日本人稱九州為筑紫島（つくししま）。古代該岛可以分为9个令制国，而這也是其名字的由來；這些國是：
- 筑前國（在現今的福冈县西北部和中部）
- 筑後國（在現今的福冈县南部）
- 肥前國（在現今的佐贺县及长崎县）
- 肥後國（在現今的熊本县）
- 丰前國（在現今的福冈县東部及大分县西北部）
- 丰後國（在現今的大分县）
- 日向國（在現今的宫崎县）
- 大隅國（在現今的鹿儿岛县東部）
- 薩摩國（在現今的鹿儿岛县西部）

1871年明治天皇實施廢藩置縣，廢除了這些舊行政區劃，並改設縣。
1879年3月，日本正式併吞琉球，設置沖繩縣。由於九州與琉球在地理上的接近與文化上的相似，現今常將沖繩視為九州的一部分。

## 文化
自古至今，九州與琉球群島（沖繩）在經濟與文化上的聯繫最為緊密。在九州各地可見源自琉球的文化，反之亦然。特別是在民謠中常見琉球音階，料理和語言方面也有許多共通之處。
九州擁有名為「哥坦」(ゴッタン)的獨特樂器，與三線或三味線相似。
在九州，人們稱當地男性為「九州男兒」，他們以保守、豪邁、堅毅著稱，是日本各地文化中頗具特色的一群。尤其是在現代，九州的地域文化依然深植人心，與本州相比，呈現出一種截然不同的文化風貌。

##### 糖果
九州有各式各樣的和菓子，這些和菓子受到了比本州等地更強烈的琉球影響，呈現出獨特的風貌。
- 輕羹（かるかん）
- 梅枝餅（梅ヶ枝餅）
- 即時團子（いきなり団子）
- 焼煎餅（じり焼き）
- 一口香（一口香）
- 沙翁（さーたーあんだぎー）

- 黑棒（黒棒）
- 小城羊羹（小城羊羹）

## 經濟
主要的農產品有米、茶、煙草、甘薯和大豆；絲也被廣泛生產。另外九州以種類繁多的日本瓷器聞名。重工業主要集中在北部的北九州和大分一帶，主要是化學和金屬加工。
九州最大的城市為福岡，是港口和主要重工業中心。北九州市也是工業中心。長崎是主要港口。

## 醫療
九州南部和沖繩一帶有一種特有病毒人類嗜T淋巴球病毒一型，這是唯一已知人類能被病毒傳染後引發血癌的病源，九州南部的鹿兒島縣、宮崎縣、長崎縣以及沖繩群眾血清阳性率較高，最高的鹿兒島縣平均約為2%，某些村落曾高达37％，與另一高感染率地區加勒比海（2％～6％）相近，遠高於巴西（0.08％～1.8％）及美国（0.02％）等。感染後雖然發病率不高，約為3%～5%，然而一旦血癌發病後致死率極大，且潛伏期可能達30年，何時發病未知。該病毒傳染途徑為輸血和性行為，目前隨著檢驗技術的普及，通過輸血與母嬰間的傳播已得到有效控制。

## 教育

### 国立大学
- 福冈县
  - 九州大学
  - 福冈教育大学
  - 九州工业大学
- 佐贺县
  - 佐贺大学
- 长崎县
  - 长崎大学
- 熊本县
  - 熊本大学
- 大分县
  - 大分大学
- 宫崎县
  - 宫崎大学
- 鹿儿岛县
  - 鹿儿岛大学
  - 鹿屋体育大学
- 冲绳县
  - 琉球大学
  - 冲绳科学技术大学院大学

### 公立大学
- 福冈县
  - 福岡县立大学
  - 九州齿科大学
  - 北九州市立大学
  - 福冈女子大学
- 长崎县
  - 长崎县立大学
- 熊本县
  - 熊本县立大学
- 大分县
  - 大分县立看护科学大学（日语：大分県立看護科学大学）
- 宫崎县
  - 宫崎公立大学
  - 宫崎县立看护大学（日语：宮崎県立看護大学）
- 冲绳县
  - 冲绳县立看护大学
  - 冲绳县立艺术大学
  - 名樱大学

### 私立大学
- 福冈县
  - 九州共立大学（日语：九州共立大学）
  - 九州国际大学
  - 九州产业大学
  - 九州情报大学（日语：九州情報大学）
  - 九州女子大学（日语：九州女子大学）
  - 九州荣养福祉大学（日语：九州栄養福祉大学）
  - 近畿大学产业理工学部
  - 久留米大学
  - 久留米工业大学
  - 国际医疗福祉大学福冈康复学部
  - 赛博大学
  - 产业医科大学（日语：産業医科大学）
  - 西南学院大学
  - 西南女学院大学（日语：西南女学院大学）
  - 圣玛丽学院大学（日语：聖マリア学院大学）
  - 第一药科大学
  - 筑紫女学园大学（日语：筑紫女学園大学）
  - 帝京大学福冈医疗技术学部
  - 东和大学（日语：東和大学）
  - 中村学园大学短期大学部
  - 西日本工业大学（日语：西日本工業大学）
  - 日本赤十字九州国际看护大学（日语：日本赤十字九州国際看護大学）
  - 福冈大学
  - 福冈医疗福祉大学（日语：福岡医療福祉大学）
  - 福冈经济大学
  - 福冈工业大学（日语：福岡工業大学）
  - 福冈齿科大学（日语：福岡歯科大学）
  - 福冈女学院大学
  - 福冈国际大学（日语：福岡国際大学）
  - 保健医疗经营大学（日语：保健医療経営大学）
  - 早稻田大学大学院
- 佐贺县
  - 西九州大学（日语：西九州大学）
- 长崎县
  - 活水女子大学（日语：活水女子大学）
  - 长崎综合科学大学（日语：長崎総合科学大学）
  - 长崎国际大学（日语：長崎国際大学）
  - 镇西学院大学（日语：鎮西学院大学）
  - 长崎纯心大学（日语：長崎純心大学）
  - 长崎外国语大学
- 熊本县
  - 九州看护福祉大学（日语：九州看護福祉大学）
  - 九州路德学院大学（日语：九州ルーテル学院大学）
  - 东海大学
  - 熊本学园大学（日语：熊本学園大学）
  - 熊本保健科学大学（日语：熊本保健科学大学）
  - 尚絅大学（日语：尚絅大学）
  - 崇城大学（日语：崇城大学）
  - 平成音乐大学（日语：平成音楽大学）
- 大分县
  - 日本文理大学
  - 别府大学
  - 立命馆亚洲太平洋大学（APU）
- 宫崎县
  - 南九州大学（日语：南九州大学）
  - 宫崎国际大学（日语：宮崎国際大学）
  - 宫崎产业经营大学（日语：宮崎産業経営大学）
  - 九州保健福祉大学（日语：九州保健福祉大学）
- 鹿儿岛县
  - 鹿儿岛国际大学（日语：鹿児島国際大学）
  - 鹿儿岛纯心女子大学（日语：鹿児島純心女子大学）
  - 志学馆大学（日语：志學館大学）
  - 第一工业大学（日语：第一工業大学）
- 冲绳县
  - 冲绳大学
  - 冲绳天主教学院大学（日语：沖縄キリスト教学院大学）
  - 冲绳国际大学

### 高等专门学校
- 福冈县
  - 北九州工业高等专门学校
  - 久留米工业高等专门学校
  - 有明工业高等专门学校
- 长崎县
  - 佐世保工业高等专门学校
- 熊本县
  - 熊本高等专门学校
    - 熊本电波工业高等专门学校（日语：熊本電波工業高等専門学校）（熊本校区）
    - 八代工业高等专门学校（日语：八代工業高等専門学校）（八代校区）
- 大分县
  - 大分工业高等专门学校
- 宫崎县
  - 都城工业高等专门学校
- 鹿儿岛县
  - 鹿儿岛工业高等专门学校
- 冲绳县
  - 冲绳工业高等专门学校

## 文化

### 名胜古迹・观光景点
- 佐多岬
- 高崎山
- 都井岬（日语：都井岬）
- 志賀島
- 能古島（日语：能古島）
- 大入島（日语：大入島）
- 樱岛
- 雾島神宮
- 宗像大社
- 筥崎宮
- 香椎宮
- 元寇防垒
- 观世音寺（日语：観世音寺）
- 太宰府天满宫
- 聖福寺
- 高良大社
- 风浪宫（日语：風浪宮）
- 宇佐神宮
- 住吉神社
- 祐德稻荷神社
- 吉野里遗迹
- 西都原古墳群
- 九十九島
- 熊本城
- 屋形石七釜（日语：屋形石の七ツ釜）
- 唐津城
- 波户岬（日语：波戸岬）
- 虹之松原
- 光明寺
- 名護屋城
- 水前寺成趣園
- 壹岐岛
- 今村天主堂（日语：今村天主堂）
- 水之子岛灯台（日语：水ノ子島灯台）

### 国立设施
- 九州国立博物馆
- 国立长崎追悼原子弹死难者和平祈念馆（日语：国立長崎原爆死没者追悼平和祈念館）

### 棒球场
- 福冈巨蛋
- 北九州市民球場（日语：北九州市民球場）
- 佐贺县立森林公园棒球场（日语：佐賀県立森林公園野球場）
- 长崎县营棒球场（日语：長崎県営野球場）
- 鹿儿岛县立鸭池棒球场（日语：鹿児島県立鴨池野球場）
- 宫崎县综合运动公园硬式棒球场（日语：宮崎県総合運動公園硬式野球場）
- 藤崎台县营棒球场（日语：藤崎台県営野球場）
- 那霸市营奥武山棒球场（日语：那覇市営奥武山野球場）

### 足球场（田径场）
- 鸟栖体育场
- 东平尾公园博多之森球技场
- 北九州三国世界体育场（日语：ミクニワールドスタジアム北九州）
- 大分体育公园综合竞技场
- 鹿儿岛县立鸭池田径场（日语：鹿児島県立鴨池陸上競技場）
- 熊本县民综合运动公园田径场（日语：熊本県民総合運動公園陸上競技場）
- 长崎县立综合运动公园田径场（日语：長崎県立総合運動公園陸上競技場）

### 游乐园等
- 豪斯登堡
- Greenland
- 城岛高原公园（日语：城島高原パーク）
- Harmonyland（日语：ハーモニーランド）
- 乐天地（日语：ラクテンチ）
- 肥前梦街道（日语：肥前夢街道）
- 森之遊园地童话村（日语：メルヘン村）
- 太宰府游园地（日语：だざいふ遊園地）
- 达格里岬遊园地

### 地域文化
- 九州方言
- 九州男儿（日语：九州男児）

## 交通

### 铁道・有轨电车（不含地面纜車）
新干线
九州目前有九州旅客铁道（JR九州）本社直接管辖的九州新干线及西日本旅客铁道（JR西日本）福冈支社管辖的山阳新干线的一部分正在运营。其中，九州新干线目前开通了鹿儿岛中央站至博多站区间，同时，鹿儿岛中央站至山阳新干线的新大阪站间有直达列车运营。另外，西九州新干线已於2022年9月23日开通营运。
在来线
除由山阳新干线的回送线客运化改造而成的博多南线由JR西日本福冈分公司管辖外，九州所有在来线目前均由JR九州管辖。
公营交通
福冈市交通局（福冈市营地下铁）是九州唯一的地铁服务运营商，熊本市交通局和鹿儿岛市交通局为有轨电车运营商。
私铁
作为大手私铁之一的西日本铁道（西铁）在福冈县内运营铁路线路，另外，在福冈县、长崎县和熊本县有四个中小型私铁公司存在。岛原铁道在组织上属于第三部门铁道，但传统上也被归类为一般私铁。
第三部门铁道
除东九州的大分县与宫崎县外，九州其余5县共有7个第三部门铁道公司，共9条线路运营。除了为改善城市交通而修建的北九州高速铁道外，其他线路都是由亏损的日本国有铁道和JR的赤字线路或并行在来线转换而来的。
铁道・有轨电车铁路公司列表
- JR九州
- JR西日本（山陽新幹線・博多南線）
- 西日本鉄道
- 福岡市交通局（福岡市地下鉄）
- 北九州高速铁道
- 筑豐電氣鐵道
- 平成筑豐鐵道
- 甘木铁道
- 长崎电气轨道
- 松浦铁道
- 岛原铁道
- 熊本市交通局
- 熊本电气铁道
- 肥萨橙铁道
- 南阿蘇鐵道
- 球磨川铁道
- 鹿儿岛市交通局
- 冲绳都市单轨电车（Yui-Rail）

### 主要巴士公司
- JR九州巴士
- 西鉄巴士（日语：西鉄バス）各公司
- 九州急行巴士（日语：九州急行バス）
- 北九州市交通局
- 筑城观光巴士（日语：つくしの観光バス）
- 堀川巴士（日语：堀川バス）
- 佐賀市交通局（日语：佐賀市交通局）
- 昭和自動車
- 祐德自动车（日语：祐徳自動車）
- 西肥自动车（日语：西肥自動車）
- 长崎县交通局（日语：長崎県交通局）・长崎县央巴士（日语：長崎県央バス）
- 佐世保市交通局（日语：佐世保市交通局）・佐世保巴士（日语：させぼバス）
- 長崎自動車（日语：長崎自動車）
- 岛原铁道
- 一岐交通（日语：壱岐交通）
- 对马交通（日语：対馬交通）
- 九州产交巴士・产交巴士（日语：九州産交バス）
- 熊本巴士（日语：熊本バス）
- 熊本电气铁道
- 熊本都市巴士（日语：熊本都市バス）
- 大分交通・大交北部巴士（日语：大交北部バス）・国东观光巴士（日语：国東観光バス）・玖珠观光巴士（日语：玖珠観光バス）
- 大分巴士（日语：大分バス）・大野竹田巴士（日语：大野竹田バス）・臼津交通（日语：臼津交通）
- 龟之井巴士（日语：亀の井バス）
- 日田巴士（日语：日田バス）
- 宮崎交通（日语：宮崎交通）
- 鹿儿岛交通（日语：鹿児島交通）、三州自动车（日语：三州自動車）、種子島・屋久島交通（日语：種子島・屋久島交通）
- 南国交通（日语：南国交通）
- 鹿儿岛市交通局
- 大和巴士（日语：大和 (鹿児島県)）
- 岛巴士（日语：しまバス）
- 加计吕麻巴士（日语：加計呂麻バス）
- A-Line轮渡（日语：マルエーフェリー）
- 德之岛综合陆运（日语：徳之島総合陸運）
- 冲永良部巴士企业团（日语：沖永良部バス企業団）
- 南陆运（日语：南陸運）

### 道路
- 高规格干线道路
  - 高速自動車国道
    - 九州自動車道
    - 東九州自動車道
    - 大分自動車道
    - 宮崎自動車道
    - 長崎自動車道
    - 冲绳自動車道

  - 一般国道快速道路
    - 西九州自動車道
    - 南九州西回自动车道

  - 与高速自動車国道并行一般国道
    - 椎田道路
    - 宇佐別府道路
    - 延岡道路
    - 延岡南道路
    - 隼人道路
    - 北方延岡道路（日语：北方延岡道路）
- 主要收费道路
  - 福岡高速道路
  - 北九州高速道路
  - 若户大桥
  - 八木山绕道（日语：八木山バイパス）
  - 长崎绕道
  - 川平收费道路（日语：川平有料道路）
  - 一叶道路（日语：一ツ葉道路）
  - 指宿天空线（日语：指宿スカイライン）
- 主要一般国道
  - 国道2号
  - 国道3号
  - 国道10号
  - 国道34号
  - 国道35号
  - 国道57号（日语：国道57号）
  - 国道58号
  - 国道202号（日语：国道202号）
  - 国道207号（日语：国道207号）
  - 国道208号（日语：国道208号）
  - 国道218号（日语：国道218号）
  - 国道219号
  - 国道220号（日语：国道220号）
  - 国道221号（日语：国道221号）
  - 国道223号（日语：国道223号）
  - 国道263号（日语：国道263号）
  - 国道264号
  - 国道265号（日语：国道265号）
  - 国道267号（日语：国道267号）
  - 国道268号（日语：国道268号）
  - 国道269号（日语：国道269号）
  - 国道326号（日语：国道326号）
  - 国道382号
  - 国道385号（日语：国道385号）
  - 国道444号
  - 国道446号（日语：国道446号）
  - 国道447号（日语：国道447号）
  - 国道448号（日语：国道448号）
  - 国道499号（日语：国道499号）

## 体育

### 主场位于该地的队伍
- 棒球：福冈软银鹰队
- 足球：鸟栖砂岩、北九州向日葵、長崎成功丸、大分三神、熊本深红、福冈黄蜂、鹿兒島聯足球會、宫崎棒牛鸟、琉球足球會（日本职业足球联赛）、本田制锁足球俱乐部（日语：ホンダロックSC）、大分红温泉（日语：ヴェルスパ大分）（JFL）、福冈锚（日语：福岡J・アンクラス）（日本职业女子足球联赛）

### 常规定期赛事
- 大相扑：九州场所
- 田径：福冈国际马拉松、别府大分每日马拉松（日语：別府大分毎日マラソン）、延冈西日本马拉松（日语：延岡西日本マラソン）、大分国际轮椅马拉松（日语：大分国際車いすマラソン）
- 柔道：金鹫旗高校柔道大会（日语：金鷲旗高校柔道大会）
- 剑道：玉龙旗高校剑道大会（日语：玉竜旗高校剣道大会）
- 网球：全国选拔高校网球大会（日语：全国選抜高校テニス大会）
- 热气球：佐贺国际气球嘉年华（日语：佐賀インターナショナルバルーンフェスタ）

### 曾举办过的世界大赛
- 亚洲女子排球锦标赛（1983年、福冈县）
- 亚洲橄榄球锦标赛（1984年、福冈县）
- 世界热气球锦标赛（英语：World Hot Air Ballooning Championships）（1989年、1997年、佐贺县）
- 世界跑车锦标赛（英语：World Sportscar Championship）（1991年、大分县）
- 1995年夏季世界大学生运动会（1995年、福冈县）
- 世界男子手球锦标赛（1997年、熊本县）
- 泛太平洋游泳锦标赛（1997年、福冈县）
- 亚洲篮球锦标赛（1999年、福冈县）
- 2001年世界游泳锦标赛（2001年、福冈县）
- 亚洲棒球锦标赛（2005年、宫崎县）
- 世界越野锦标赛（2006年、福冈县）
- 激光径向世界锦标赛（英语：Laser Radial World Championships）（2009年、佐贺县）
- 2023年世界游泳锦标赛（2023年、福冈县）

## 圖庫

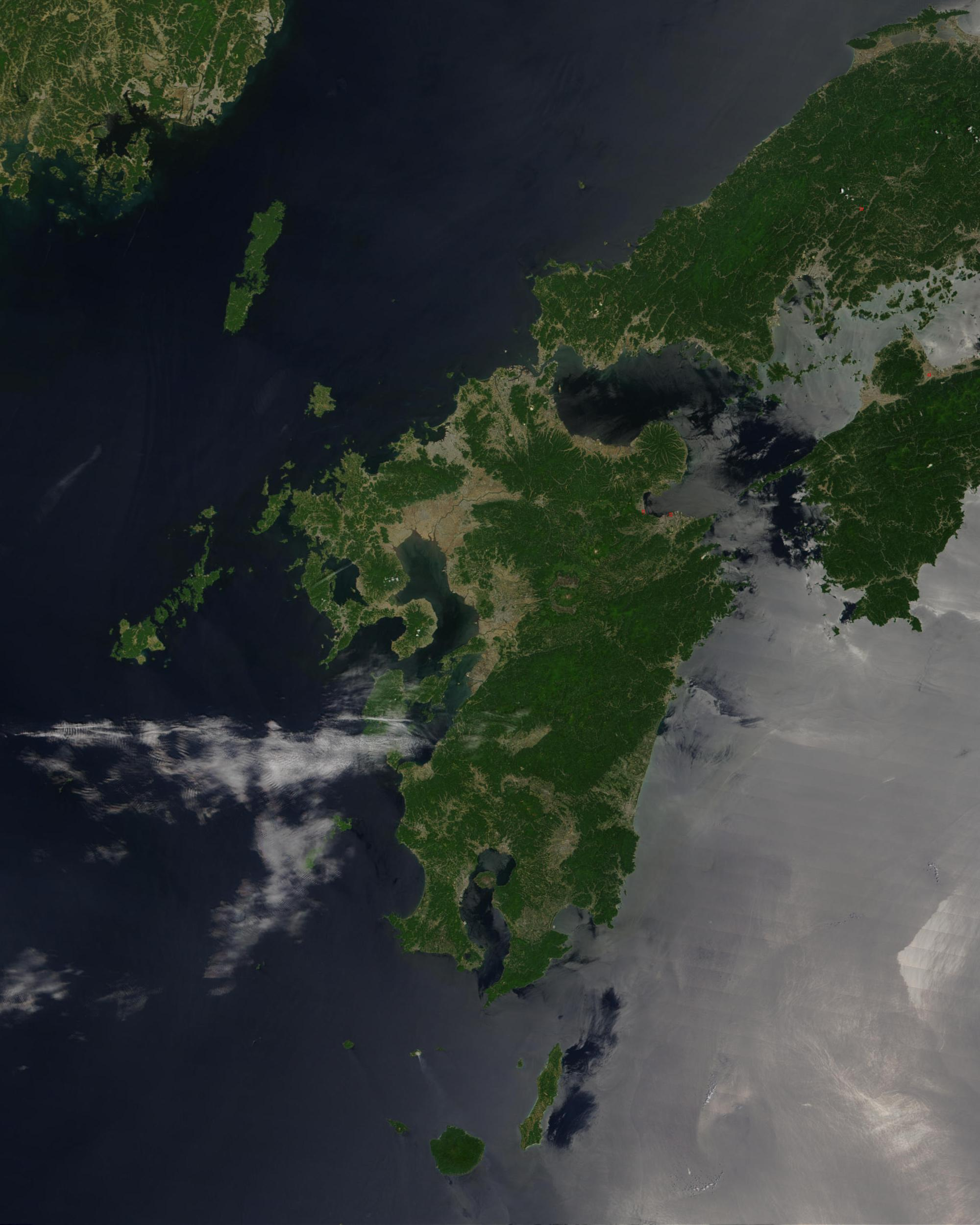
衛星照（2002年5月）
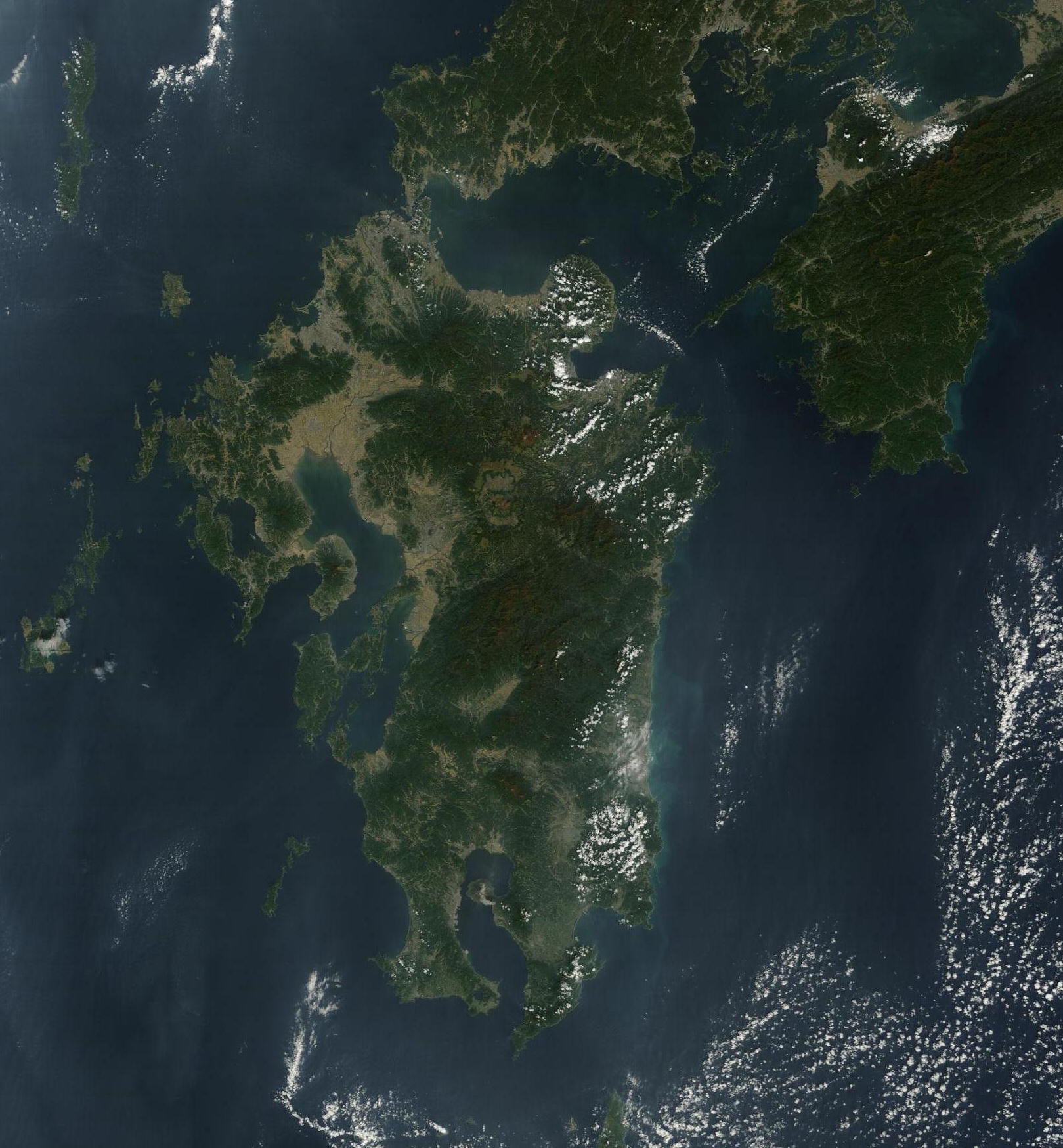
衛星照（2009年10月）
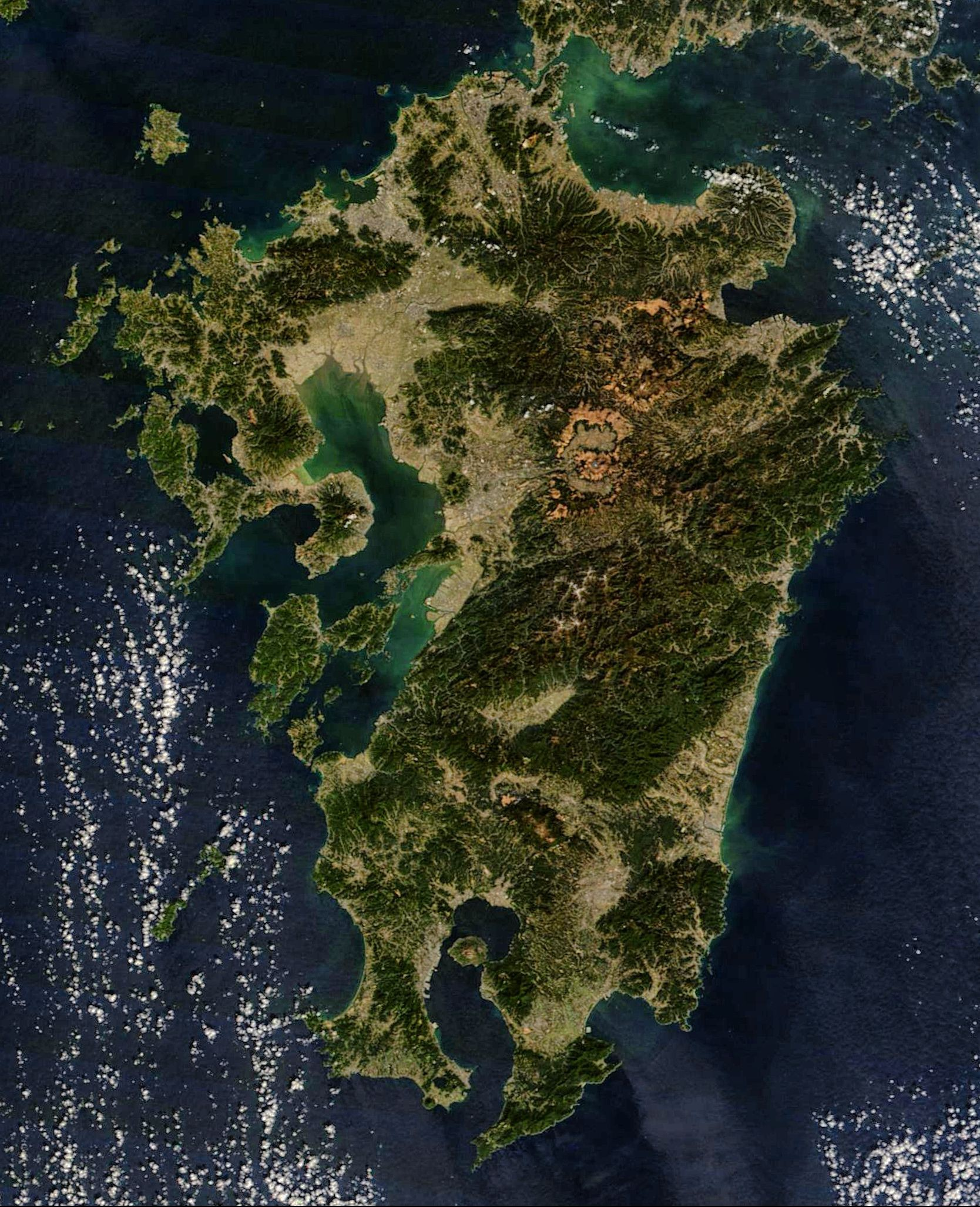
衛星照（2017年2月）
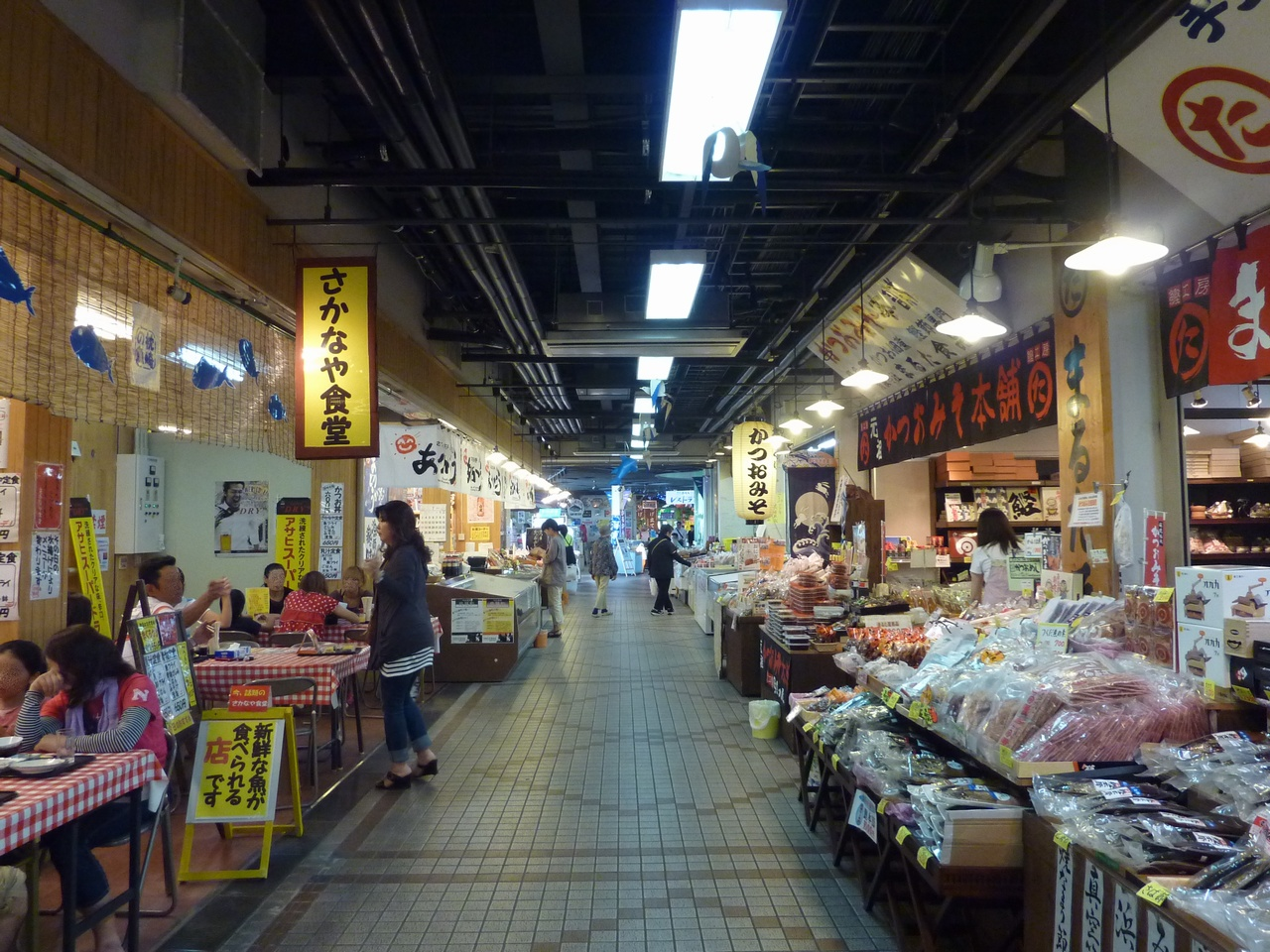
枕崎魚市場
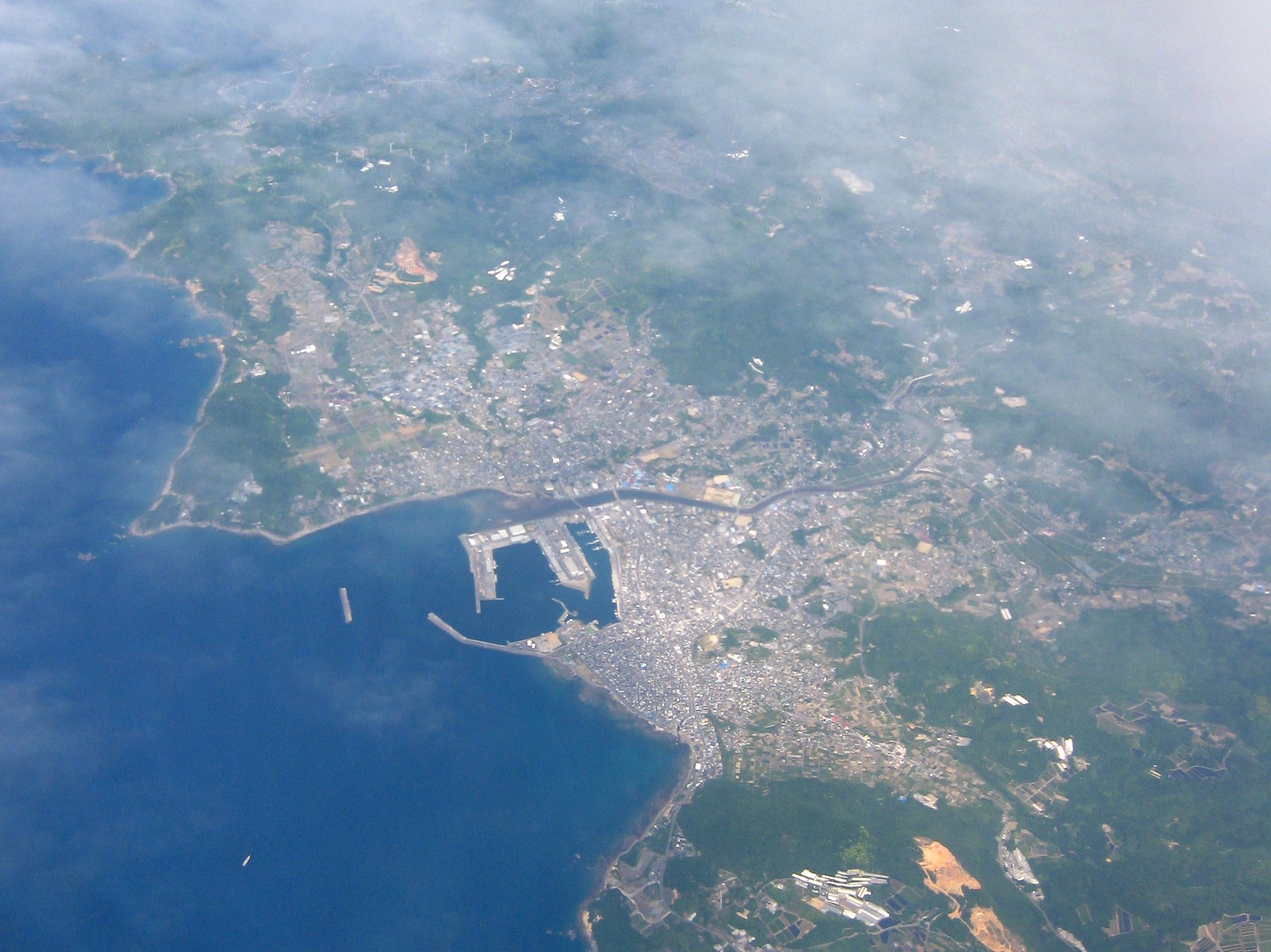
枕崎一帶
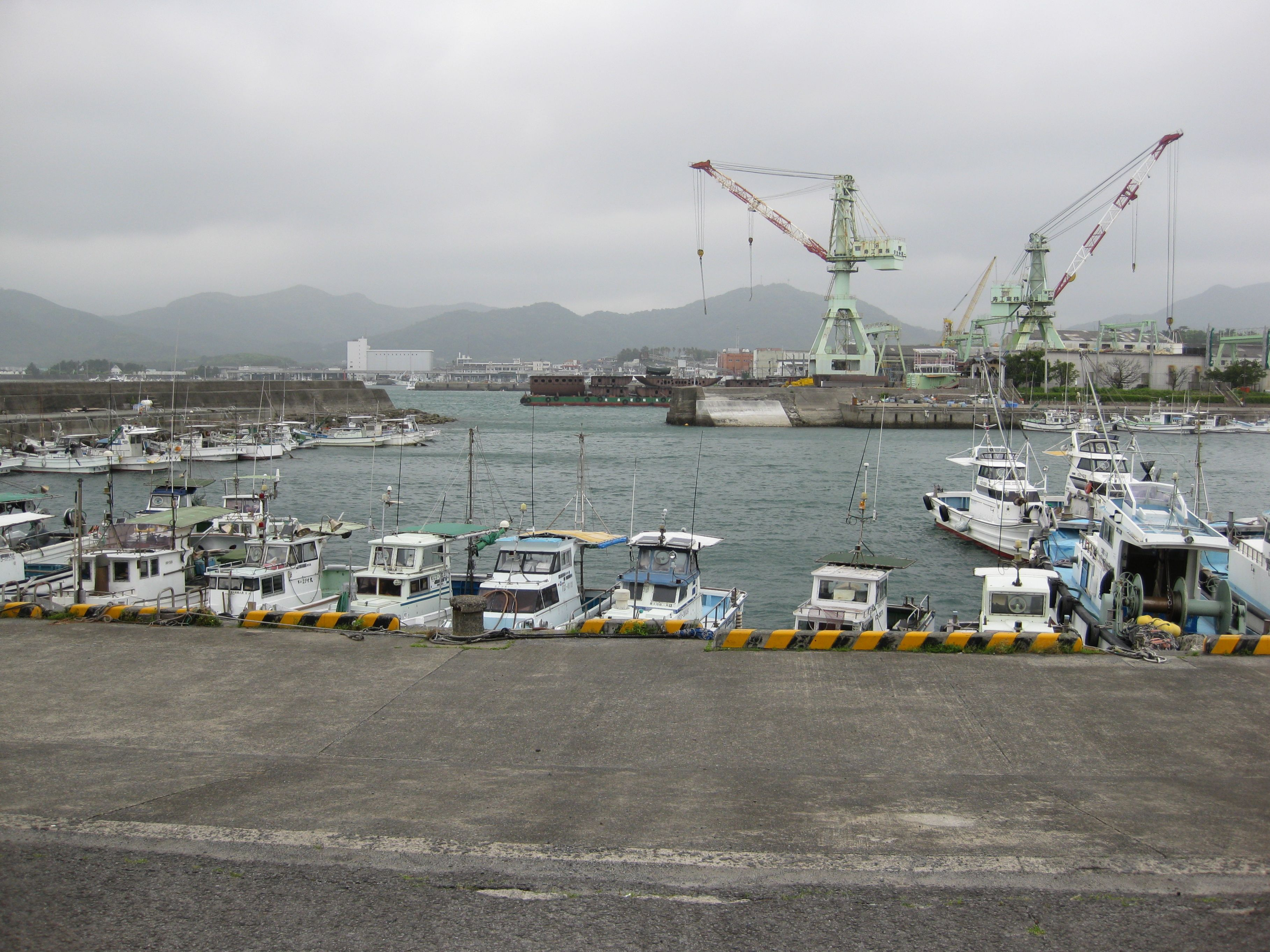
串木野港
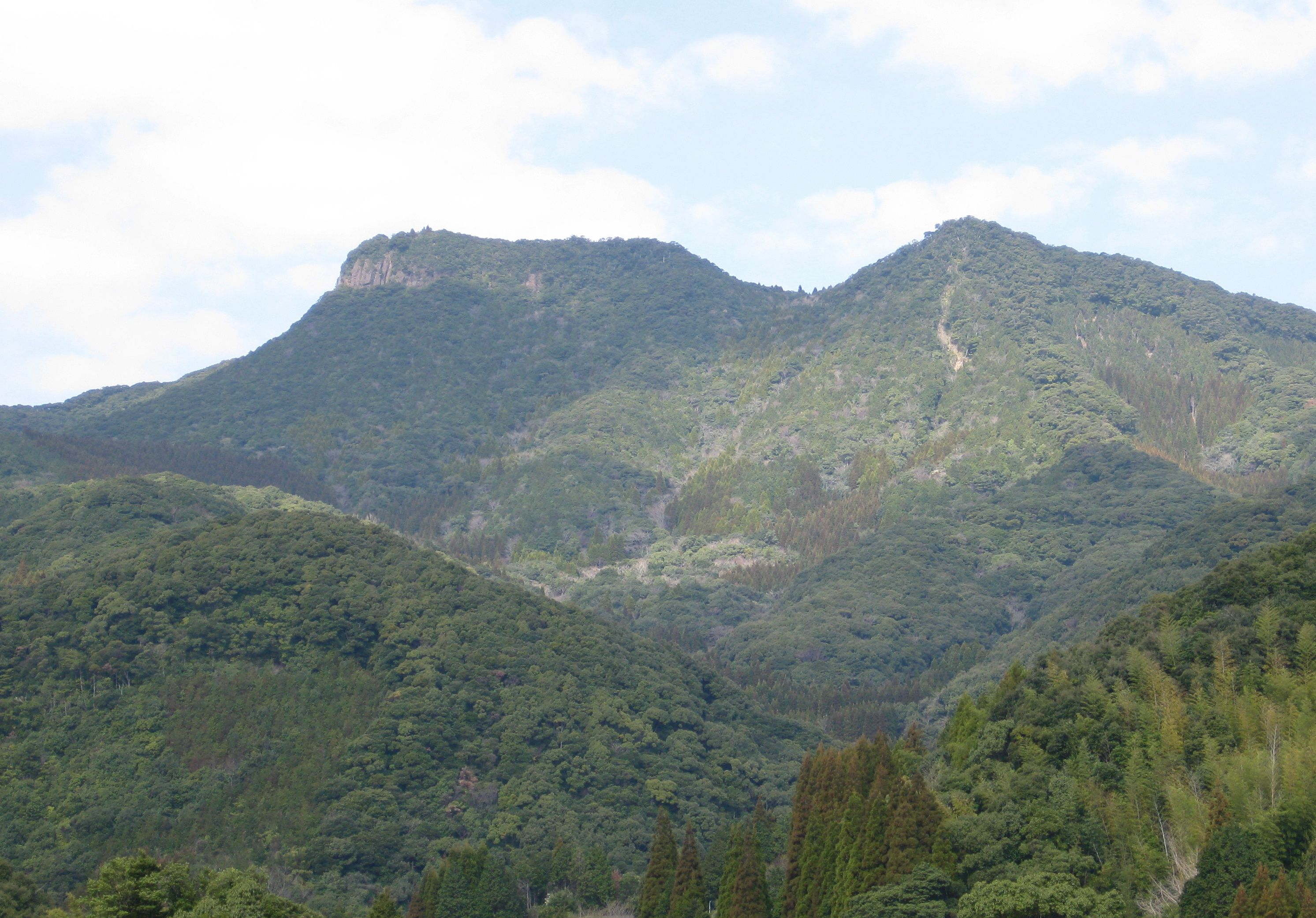
西岳
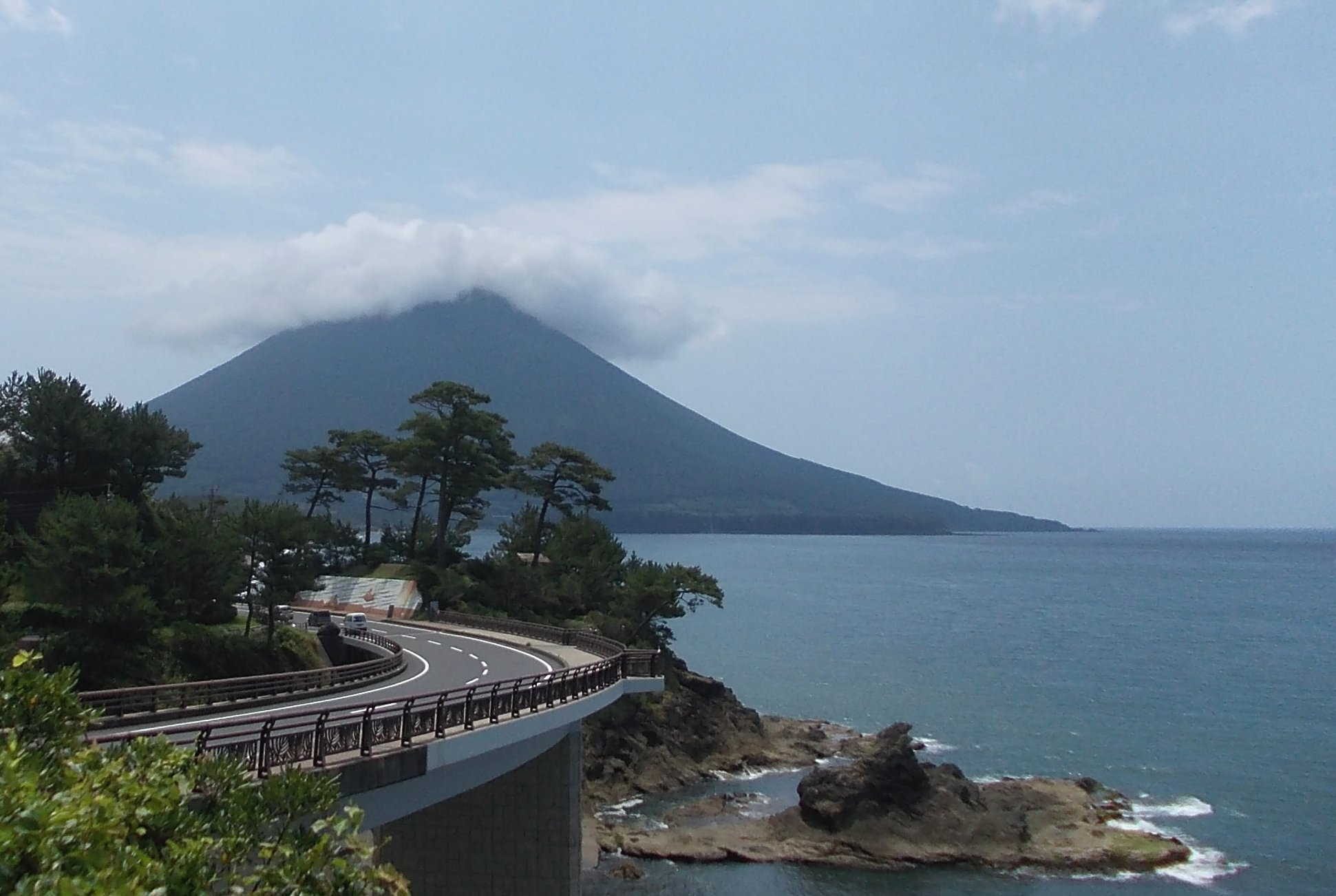
開聞岳
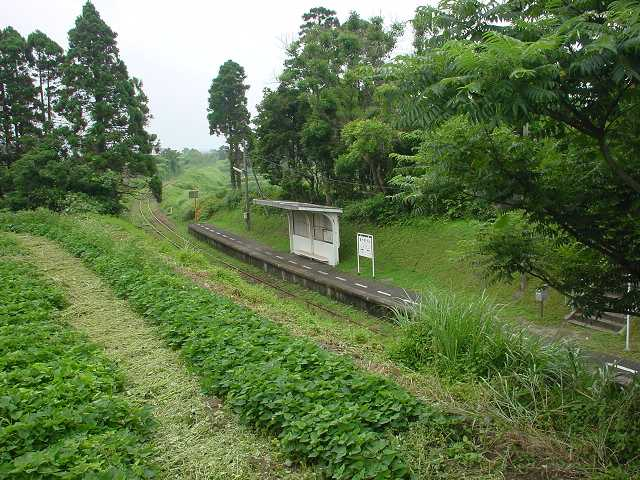
祕境車站松浦站
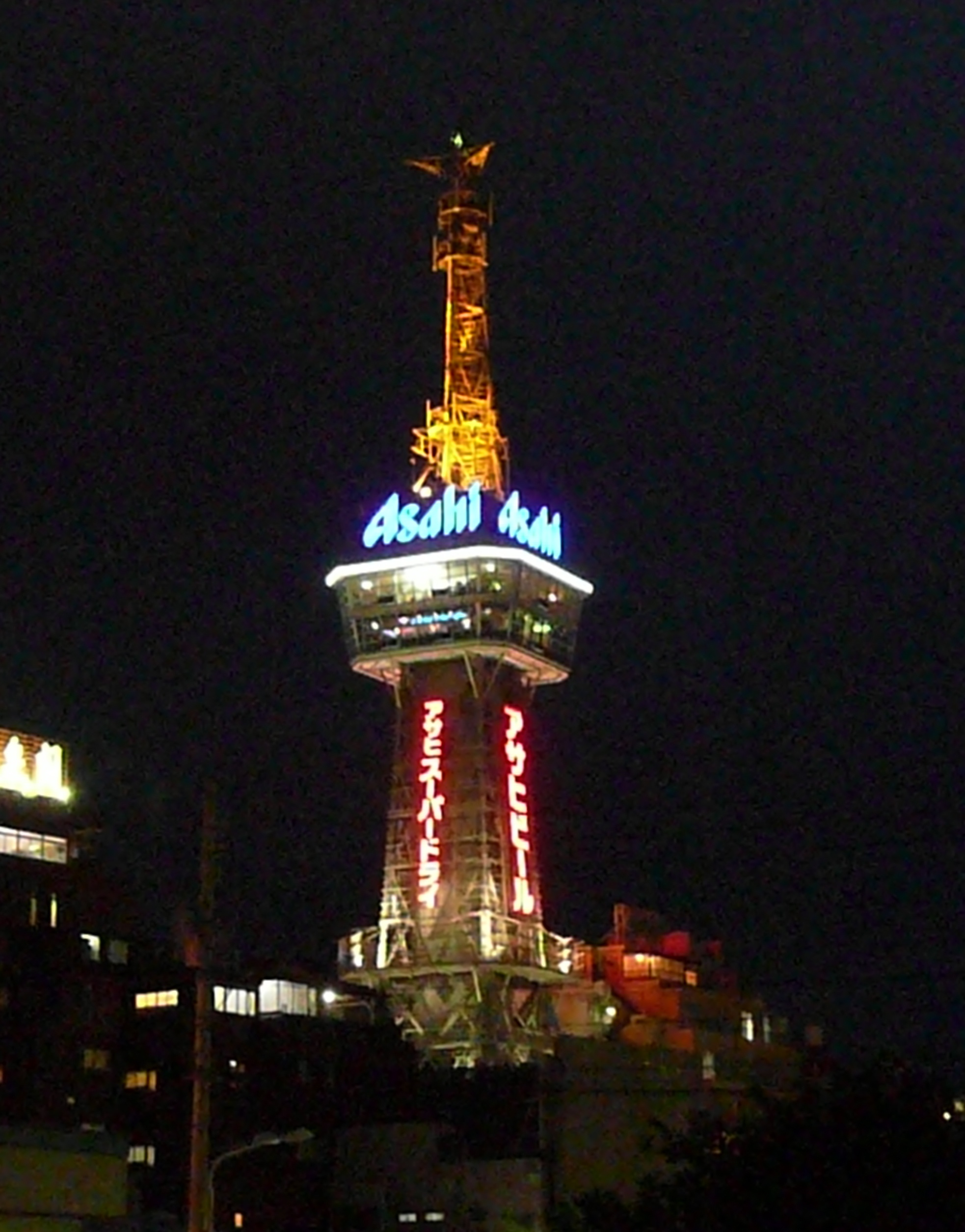
別府市
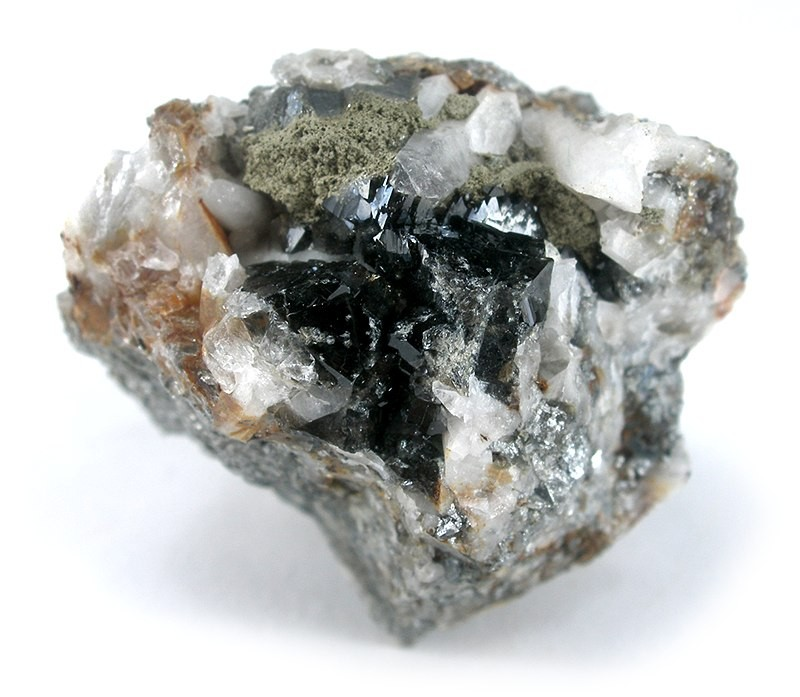
九州石英礦
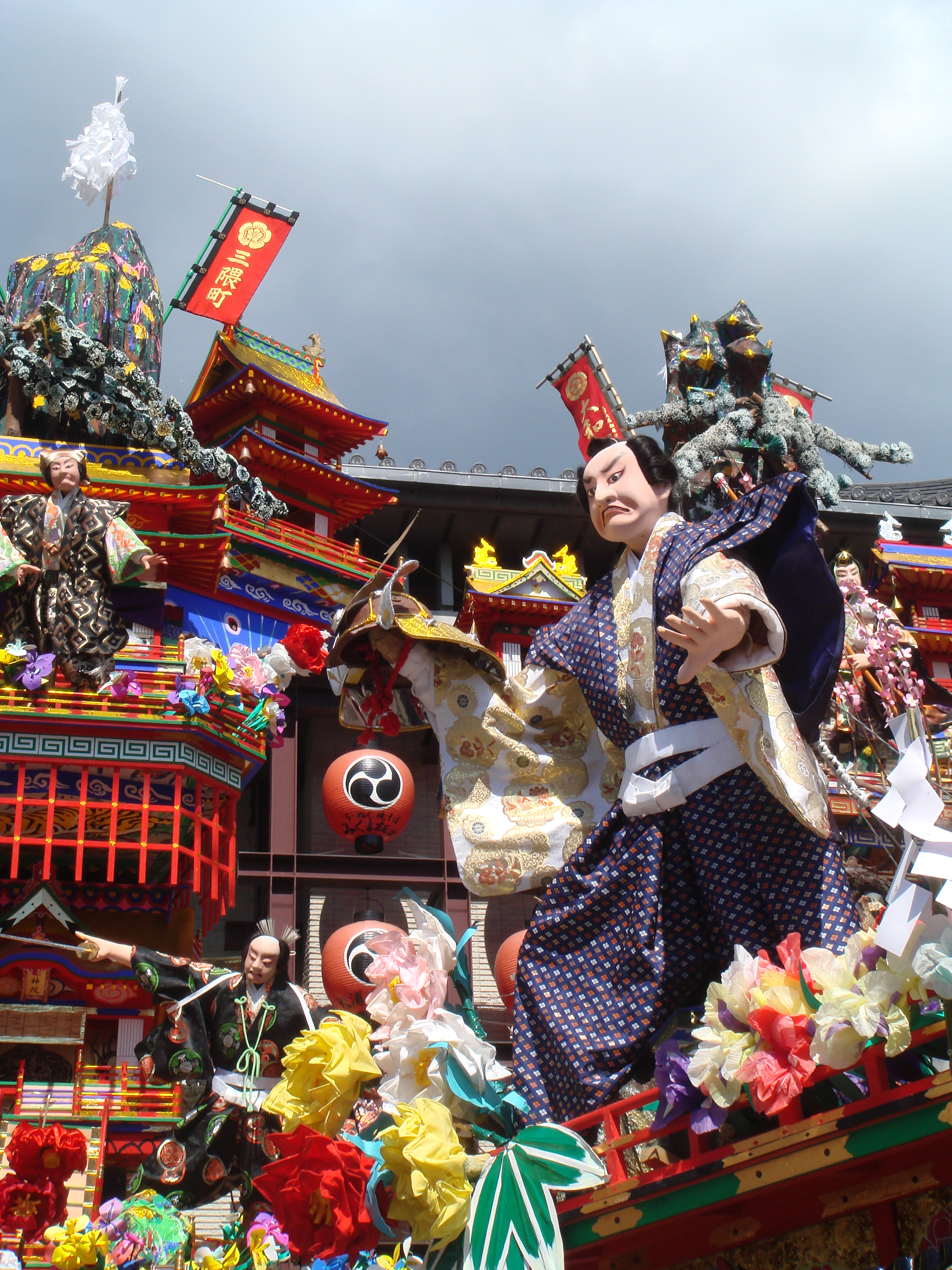
日田祇園祭
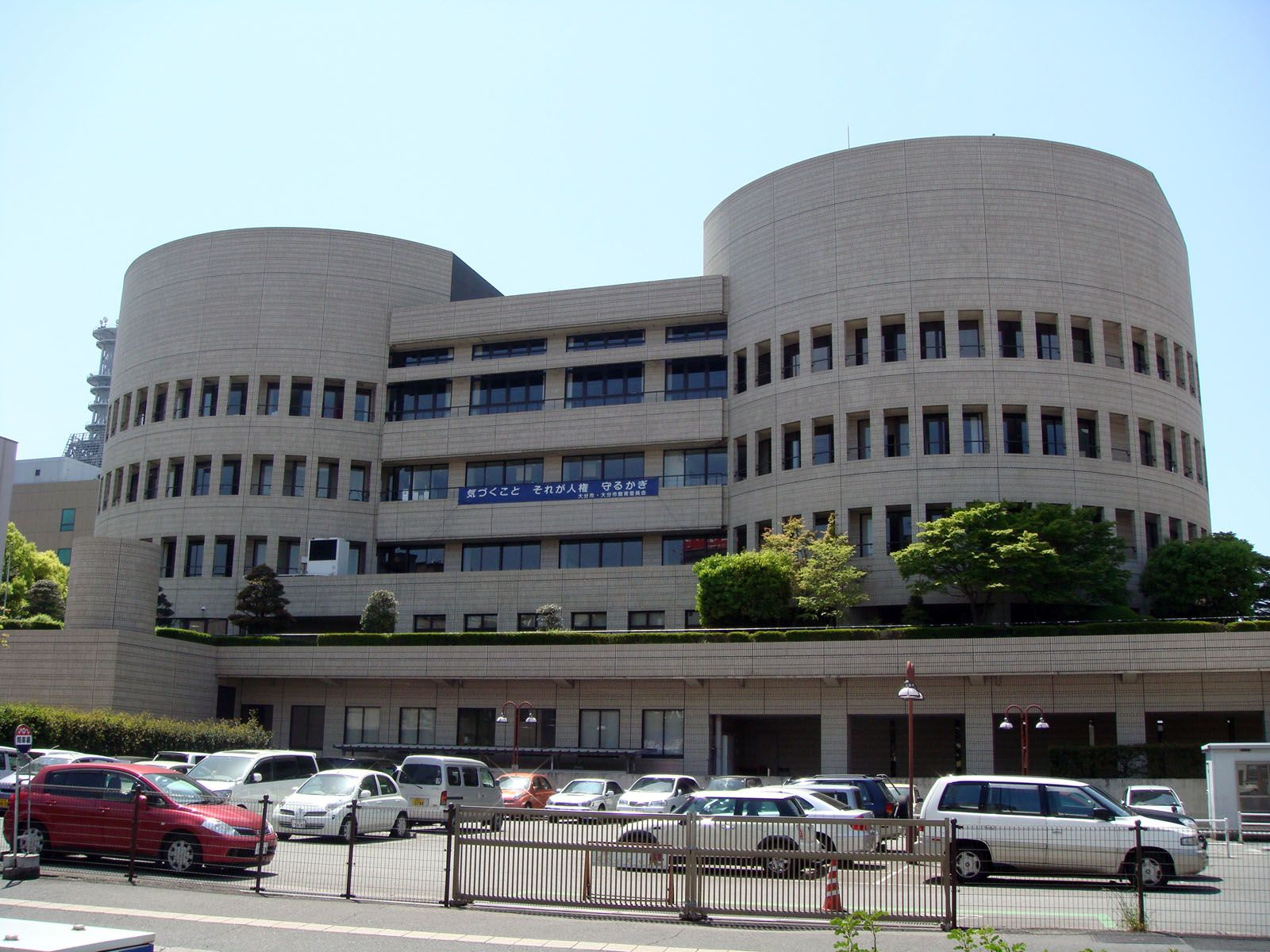
大分市

## 外部連結
- 行政區划 历史沿革·九州地方 网頁